# اورهان پاموک
فریت اورهان پاموک (یا فرید اورخان پاموک) (ترکی استانبولی: Ferit Orhan Pamuk؛ زاده ۷ ژوئن ۱۹۵۲) که در ایران به اورهان پاموک معروف ‌است، نویسنده و رمان‌نویس اهل کشور ترکیه و برندهٔ جایزه نوبل ادبیات سال ۲۰۰۶ است. او نخستین ترک‌زبانی است که این جایزه را دریافت کرده‌است.
پاموک در کشور خود نویسنده‌ای بسیار نامدار است. آثار او پیش از دریافت جایزه نوبل ادبیات به ۴۶ زبان و پس از آن به ۵۶ زبان ترجمه شده‌است.

## زندگی
اورهان پاموک در خانواده‌ای پر فرزند و مرفه در محلهٔ نیشان تاشی استانبول متولد شد. او دروس متوسطه را در کالج آمریکایی رابرت در استانبول گذراند. پس از پایان تحصیلات متوسطه به اصرار خانوادهٔ خود به ادامهٔ تحصیل در رشتهٔ معماری در دانشکدهٔ فنی استانبول مشغول شد، هرچند پس از مدتی این رشته را نیمه‌تمام رها کرد. او سپس در دانشگاه استانبول و در رشته روزنامه‌نگاری به تحصیل پرداخت و فارغ‌التحصیل شد. با این حال هیچ‌گاه کار روزنامه‌نگاری نکرد.

## کارنامه ادبی
پاموک اولین رمان خود یعنی جودت بیک و پسران را که حکایت خانواده‌ای متمول و پرتعداد است در سال ۱۹۸۲ نوشت که جوایز ملی اورهان کمال و کتاب سال را برایش به ارمغان آورد.
پاموک بعد از انتشار رمان قلعه سفید کرسی تدریس ادبیات داستانی را در دانشگاه کلمبیا پذیرفت و به همراه همسرش از ۱۹۸۵ تا ۱۹۸۸ مقیم نیویورک شد. این رمان تقریباً به همه زبان‌های اروپایی ترجمه شد. او در این رمان رفاقت یک دانشمند عثمانی را با برده‌ای رومی روایت کرده‌است.
اوج شهرت پاموک زمانی بود که رمان نام من سرخ را در سال ۱۹۹۸ منتشر کرد و انبوهی از جوایز ادبی در کشورهای مختلف را برایش به ارمغان آورد. سال ۲۰۰۲ رمان برف را منتشر کرد که خودش آن را نخستین و آخرین رمان سیاسی در کارنامه کاری‌اش خواند. ضمیمهٔ روزنامهٔ نیویورک تایمز سال ۲۰۰۴ این رمان را یکی از ۱۰ رمان برتر جهان معرفی کرد. پاموک سال ۲۰۰۳ کتابی با عنوان استانبول: شهر و خاطره‌ها منتشر کرد که در واقع اتوبیوگرافی نویسنده‌است. بسیاری این کتاب را یکی از بهترین اتوبیوگرافی‌های نویسندگان ادبی می‌دانند.
بعد از دریافت جایزه نوبل ادبیات رمانی با عنوان موزه معصومیت نوشت که به موضوع عشق‌های ممنوعه در کشورهای اسلامی و خصوصاً کشورهای خاورمیانه می‌پردازد. اما ماجراهای این رمان نیز مانند اغلب رمان‌های پاموک در شهر استانبول می‌گذرد. پاموک در گفتگویی مفصل با علیرضا غلامی که در سال ۱۳۸۹ در مجله نافه منتشر شد نسبت به عدم انتشار نسخه کامل این رمان در ایران ابراز تأسف نموده بود. رمان موزه معصومیت سرانجام سال ۱۳۹۴ با حذف بخش‌های فراوانی از آن در ایران منتشر شد.
در ژانویه ۲۰۱۶ جدیدترین اثر او زنی با موهای قرمز انتشار یافت. او سال ۱۹۸۲ ازدواج کرد و سال ۱۹۹۱ اولین فرزندش که دختری است به دنیا آمد. پاموک اکنون به اتفاق خانواده اش مقیم استانبول است.

## اظهارات جنجال‌برانگیز
او اظهارات جنجال‌برانگیزی در مورد کشتار کردهای ترکیه و نسل‌کشی ارمنی‌ها ساکن ترکیه در سال‌های ابتدایی جنگ جهانی اول داشت که با واکنش ملی‌گرایان ترکیه مواجه شد و در پی آن سال ۲۰۰۵ شکایت‌هایی از او صورت گرفت. پاموک در مصاحبه‌ای با نشریه سوئیسی Das Magazin گفت «سی هزار کرد و یک میلیون ارمنی در این کشور کشته شده‌است. تقریباً هیچ‌کس جرأت نمی‌کند اسمی از آن ببرد. اما من این کار را می‌کنم.» پاموک نخستین نویسنده در جهان اسلام به‌شمار می‌رود که با فتوای مرگ سلمان رشدی مخالفت کرد.

## جوایز
- جایزه صلح کتاب‌فروشان آلمان، سال ۲۰۰۵.
- جایزه نوبل ادبیات، سال ۲۰۰۶.
- جایزه آیدین دوغان، سال ۲۰۱۵.
- قرار گرفتن رمان کتاب سیاه در رتبه ششم ، کتاب بر خاک های حاصلخیز در رتبه هفتم و کتاب نام من سرخ اورهان پاموک در رتبه دهم گرد همایی انتخاب ده اثر برتر ادبیات کلاسیک ترکیه  در سال 2022